# Phytoecia coeruleomicans
Phytoecia coeruleomicans är en skalbaggsart som beskrevs av Stefan von Breuning 1946. Phytoecia coeruleomicans ingår i släktet Phytoecia och familjen långhorningar. Inga underarter finns listade i Catalogue of Life.